# Veronika Marčenko
Veronika Serhiïvna Marčenko (in ucraino Вероніка Сергіївна Марченко?; Leopoli, 3 aprile 1993) è un'arciera ucraina.

## Palmarès

### Campionati mondiali indoor
- Oro nella gara a squadre a Nimes 2014;
- Bronzo nella gara a squadre a Yankton 2018.

### Giochi europei
- Bronzo nella gara a squadre a Baku 2015.

### Campionati europei
- Oro nell'individuale a Notthingam 2016;
- Oro nella gara a squadre a Notthingam 2016.

### Campionati europei indoor
- Oro nell'individuale a Vittel 2017;
- Oro nella gara a squadre a Vittel 2017.

### Campionati mondiali giovanili
- Bronzo nella gara a squadre cadetti a Ogadene 2009.

### Campionati mondiali indoor giovanili
- Oro nella gara a squadre a Los Angeles 2012.